# Jose Etxenagusia
Jose Etxenagusia Errazkin, ou José Echenagusía Errazquin (1 de fevereiro de 1844 - 31 de janeiro de 1912) foi um pintor espanhol de origem basca, com pinturas do movimento orientalismo.